# Diego Gómez
Diego Alexander Gómez Amarilla  (San Juan Bautista, 27 maart 2003) is een Paraguayaans voetballer die bij voorkeur als centrale middenvelder speelt. Hij tekende in 2025 voor Brighton & Hove Albion. In 2022 debuteerde Gómez voor Paraguay.

## Clubcarrière
In juli 2023 haalde Inter Miami Gómez weg bij Club Libertad. Op 21 februari 2024 maakte hij zijn eerste competitietreffer tegen Real Salt Lake op aangeven van Luis Suárez. In januari 2025 trok hij naar Brighton & Hove Albion.

## Interlandcarrière
Op 31 augustus 2022 debuteerde Gómez op negentienjarige leeftijd voor Paraguay tegen Mexico. Op 10 september 2024 scoorde hij tegen Brazilië. 